# Witchcraft
A Witchcraft svéd doom metal/okkult rock együttes, 2000-ben alakult Örebro városában. A zenekar Pentagram tribute bandként indult, első kislemezük, a "No Angel or Demon" 2002-ben jelent meg. Ez a kislemez felkeltette Lee Dorrian, a Rise Above Records tulajdonosának figyelmét, és lemezszerződést ajánlott az együttesnek. Első nagylemezük 2005-ben jelent meg. Első három albumukat a Rise Above adta ki, míg 2012 óta a Nuclear Blast felel a csapat lemezeiért.

## Diszkográfia
- Witchcraft (2004)
- Firewood (2005)
- The Alchemist (2007)
- Legend (2012)
- Nucleus (2016)
- Black Metal (2020)
- Idag (2025)

## Egyéb kiadványok
EP-k, kislemezek
- No Angel or Demon" (2002)
- "Chylde of Fire" (split lemez a Circulusszal, 2005)
- "If Crimson Was Your Colour" (2006)
- Split lemez a The Sword-dal (pontos címe ismeretlen, 2007)
- "It's Not Because of You" (2012)
- "The Outcast" (2015)
- "Elegantly Expressed Depression" (2020)

Közreműködések
- "Queen of Bees (koncert felvétel)" (az "Invaders" válogatáslemezen, 2006)
- "Sweet Honey Pie" (a "Scandinavian Friends, a Tribute to Roky Erickson" lemezen, 2007)

## Tagok
- Magnus Pelander – ének, gitár (2000–)
- Jon Vegard Naess – gitár (2017-)
- Eirik Naess – gitár (2017–)
- Vegard Liverod – basszusgitár (2017-)
- Anders Langset – dob (2017–)

Korábbi tagok
- Ola Henriksson – basszusgitár (2000–2003; 2004–2015)
- Jens Henriksson – dob (2000–2003; 2006)
- John Hoyles – gitár (2000–2012)
- Mats Arnesén – basszusgitár (2003–2004)
- Jonas Arnesén – dob (2003–2006)
- Fredrik Jansson – dob (2006–2012)
- Simon Solomon – gitár (2012–2015)
- Tom Jondelius – gitár (2012–2015)
- Oscar Johansson – dob (2012–2015)